# Польська низовинна вівчарка
Польська низовинна вівчарка — службові собаки, охоронці, пристосовані як до життя в квартирі, так і до вуличних умов. Піддаються дресируванню..

## Опис
Середнього росту, міцної статури. Голова широка, із плоскою мордою, покрита довгою, прямою шерстю, яка приховує очі . Вуха — широкі та звисають. Хвіст — короткий . Забарвлення різноманітне.

## Історія
Представники цієї породи мають густу та довгу шерсть, тому що при виведенні цієї породи брали участь — угорська пастуша, та бергамасько — італійська пастуша. Вона незамінний пастуший собака, може працювати у рівнинах в умовах жорсткого клімату. У період Другої світової війни багато видів собак були на межі зникнення, польська низинна входила до цього списку. Проте представникам цієї породи пощастило: їх вдалося відновити. Сьогодні це популярна службова порода собак.

## Догляд
Шерсть цих собак має особливу структуру,тому потребує щоденного регулярного вичісування,для запобігання заплутуванню та появі колтунів 
Шерсть цих собак має густу структуру,тому вимагає щоденного регулярного вичісування,в іншому випадку вона може збиватися та вбирати в себе бруд

## Харчування
Важливо не перегодовувати собаку, через схильність цієї породи до ожиріння . Годувати собаку слід в певний час, двічі на день. Раціон має включати м'ясо, рибу, фрукти, овочі, в міру крупи.